# アルツハイマー病
アルツハイマー病（アルツハイマーびょう、英: Alzheimer's disease、略:AD）とは、通常、ゆっくりと始まり、徐々に悪化していく神経変性疾患である。認知症の60～70％の原因となっている 。最も一般的な初期症状は、近時記憶障害（最近の出来事を思い出すことが難しくなること）である。進行すると、言語障害、見当識障害、気分の落ち込み、意欲の低下、セルフネグレクト、行動障害などの症状が現れる。病状が悪化すると、家族や社会から引きこもることが多くなる。徐々に身体機能が失われ、最終的には死に至る。進行の速さは様々であるが、診断後の一般的な余命は3年から12年である。
アルツハイマー病の原因は十分に解明されていない。発症には多くの環境的、遺伝的危険因子が関連している。また、プリオンを介した伝染が確認されており、プリオン病説も考えられている。最も強い遺伝的危険因子は、APOEの対立遺伝子によるものである 。その他の危険因子としては、頭部外傷の既往、臨床的うつ病、高血圧などがある。本疾患は、アミロイド斑、神経原線維変化、脳内の神経細胞結合の消失に大きく関連している。暫定的な診断は、病歴と認知機能検査に加え、医用画像処理や血液検査を行い、他の可能性のある原因を除外することで行われる。初期症状は通常の老化と間違われることが多い。確定診断には脳組織の検査が必要であるが、これは死後にしか行えない。良好な栄養状態、身体活動、社会との関わりは、一般的に加齢に有益であることが知られており、これらは認知機能の低下やアルツハイマーのリスク低減に役立つ可能性があり、2019年にはこれらの可能性を検討する臨床試験が進行中であった。リスクを低下させることが確認されている薬やサプリメントもなかった。2021年にアルツハイマーの根本的な原因に作用する新薬「アデュカヌマブ」が初めて承認されたが、病気の進行を食い止めるだけで、失われた脳機能は回復しない。
一時的に症状を改善するものはあるが、その進行を止めたり元に戻したりする治療法はない。罹患者はますます他人の援助に頼るようになり、多くの場合、介護者に負担がかかる。そのプレッシャーは、社会的、心理的、身体的、経済的な要素を含んでいる。運動プログラムは、日常生活動作に関して有益であり、転帰を改善できる可能性がある。認知症による行動上の問題や精神病は抗精神病薬で治療されることが多いが、ほとんど効果がなく、早期死亡のリスクが高まるため、通常は推奨されない 。
2020年現在、世界には約5,000万人のアルツハイマー病患者がいるといわれている。65歳以上で発症することがほとんどであるが、最大で10％が30代から60代半ばの方が発症する早期発症型である 。65歳以上の高齢者の約6％が罹患し、男性よりも女性の方が多く罹患している。アルツハイマー型認知症は、1906年にドイツの精神科医で病理学者のアロイス・アルツハイマーが初めて報告した病名にちなんで命名された。アルツハイマー型認知症が社会に与える経済的負担は大きく、全世界の年間コストは1兆米ドルと推定されている。アルツハイマー型認知症は、現在、米国における死因の第7位にランクされている。

## 歴史
「アルツハイマー病」の名は、最初の症例報告を行ったドイツの精神科医アロイス・アルツハイマーに由来している。アルツハイマーは、「レビー小体型認知症」にその名を残すフレデリック・レビーとともにミュンヘン大学で、ドイツ精神医学の大家エミール・クレペリンの指導のもと研究活動に従事していた。アルツハイマーは、1901年に嫉妬妄想などを主訴としてはじめてアルツハイマーの元を訪れた、世界で最初に確認された患者アウグステ・データー（女性） (独: Auguste Deter) に関する症例を、1906年にテュービンゲンのドイツ南西医学会で発表した。発症時アウグステ・データーは推定46歳であった。アウグステ・データーは56歳で死亡した。また、翌年『精神医学および法精神医学に関する総合雑誌』に論文を発表した。当時は認知症のほとんどは梅毒によると考えられていたが、初老期に発症し、進行性に記憶障害と妄想を主徴とする認知症を呈し、剖検の結果病理学的に老人斑と神経原線維変化を認めた病気をアルツハイマー病 (AD) として分離した。その後、この症例はクレペリンの著述になる精神医学の教科書で大きく取り上げられ、「アルツハイマー病」として広く知られるようになった。最初の症例が40代後半 - 50代前半と若年発症であったことから（アルツハイマーによる初診時51歳）、アルツハイマー病は初老期の認知症として、よくある老年期 (senile) 認知症とは区別されていたが、1960年代に盛んに行われた臨床病理学的研究から、同一のものであるとの結論に至った。アウグステ・データーは2012年にプレセニリン1（PSEN1、γセクレターゼ）変異の保因者であったことが判明した。文部科学省科学技術政策研究所によれば、2030年までにアルツハイマー病の進行を阻止する技術が開発されるとしている。

## 分類
アルツハイマー病は発症年齢で65歳を境に早発型 (英: early-onset Alzheimer's disease) と晩期発症型（65歳以降）とに大別される。早発型のうち18歳から39歳のものを若年期認知症、40歳から64歳のものを初老期認知症という。
早発型アルツハイマー病は常染色体優性遺伝を示す家族性アルツハイマー病（英: familial AD、FAD）である。原因となる点変異は第21染色体上のアミロイド前駆体蛋白質 (APP) 遺伝子、第14染色体上のプレセニリン1遺伝子 (PSEN1) および第1染色体上のプレセニリン2遺伝子 (PSEN2) に見出されている。家族性アルツハイマー病で最も多いのはPSEN1遺伝子の変異である。プレセニリンはγセクレターゼ複合体の主要構成成分である。家族性アルツハイマー病はアルツハイマー病のおおむね1%以下と推定されており、大部分のアルツハイマー病は晩期発症型で家族歴のない孤発例のアルツハイマー病である。晩発型アルツハイマー病では第19染色体のアポリポタンパクE（ApoE）の多型であるε4対立遺伝子が発症を促進する危険因子になることが確認されている。

## 疫学

2004年の100,000人あたりのアルツハイマー病及びその他の痴呆の障害調整生命年 (DALY)
データなし
50以下
50-70
70-90
90-110
110-130
130-150
150-170
170-190
190-210
210-230
230-250
250以上

### 発症率
世界中の23の研究を基にしたメタ分析によると、アルツハイマー病の年間発症率は、90歳まで指数関数的に増加する。マサチューセッツ州ボストン東部での調査では、年間発症率は、0.6%（65 - 69歳）、1.0%（70 - 74歳）、2.0%（75 - 79歳）、3.3%（80 - 84歳）、8.4%（85歳 -）となっている。

## 遺伝の関与

### 家族性アルツハイマー型認知症の原因遺伝子と関連遺伝子
1980年代以降、家族性アルツハイマー型認知症（FAD）の大家系について連鎖解析がなされ、染色体上の関心領域を絞り込み、原因遺伝子の同定を目指す研究が始まった。FADの原因遺伝子は複数あり、浸透率がほぼ100%である3つの原因遺伝子と1つの関連遺伝子が同定されている。3つの原因遺伝子は21番染色体のアミロイド前駆体蛋白 (APP) 遺伝子、14番染色体のプレセニリン1遺伝子、1番染色体のプレセニリン2遺伝子であり、1つの関連遺伝子はアポリポ蛋白E遺伝子である。FADの頻度は全アルツハイマー病のうち1%程度であり、その多くは常染色体優性遺伝の形式をとる単一遺伝子疾患であるが一部に常染色体劣性遺伝の形式を取るものがある。
上記の原因遺伝子や関連遺伝子の異常がなかったとしても親族にアルツハイマー病の患者がいる場合、多少罹患のリスクが上昇するといわれている。特に50 - 54歳に本症を発症した身内がいる場合、本症を早期発症する危険は約20倍に上るというデータがあり、家族集積性がある。このようなアルツハイマー型認知症は多因子遺伝子疾患である。
APP遺伝子の変異
家族性アルツハイマー型認知症の10%弱を占めるのがAPP遺伝子のアミノ酸置換を伴うミスセンス点変異である。APP遺伝子の点変異が認められる部位はγセクレターゼで切断されるγ切断部近傍の変異（ロンドン型）やβセクレターゼで切断されるβ切断部近傍の変異（スウェーデン型）などが知られている。Aβ内部のアミノ酸配列に影響をあたえる変異はアミロイドアンギオパチーを起こしやすくなる。またAPP遺伝子量または発現量の量的効果によってもアルツハイマー病は起こりえる。この病態にダウン症も含まれる。

### 孤発性アルツハイマー型認知症の関連遺伝子
孤発性ADに関してはApoE遺伝子多型以外、明らかな関連遺伝子がなかなか見つからなかった。ゲノムワイド関連解析の結果、いくつかの関連遺伝子が報告された。ApoE遺伝子多型が最も再現性をもって報告されている。比較的再現性をもって検出される関連遺伝子候補にはCR1、BIN1、CLU、PICALM、MS4A4/MS4A6E、CD2AP、CD33、EPHA1、ABCA7があげられる。特に第8染色体上のCLU（ApoJ）遺伝子、第1染色体上のCR1遺伝子、第11染色体上のPICALM遺伝子が特に再現性が高いといわれている。
PICALM遺伝子はCALM蛋白質をコードしており、細胞膜上に存在するγセクレターゼをエンドサイトーシスで取り込むアダプター分子と考えられている。

### 孤発性アルツハイマー型認知症の環境要因
多因子遺伝子疾患である孤発性ADでは遺伝子以外に発症に関与する環境要因がある。最大のリスクは加齢である。またアルツハイマー型認知症の家族歴も孤発性アルツハイマー型認知症のリスクになる（発症年齢が家族性アルツハイマー型認知症と異なる）。発症のリスクを上昇させるものとしては脳血管障害、2型糖尿病、高血圧、喫煙、肥満、頭部外傷などが挙げられている。2013年現在、高コレステロール血症に関しては論争中である。たとえば、アルツハイマー病罹患リスクは、糖尿病患者では1.3 - 1.8倍に、特にApoEe4アリルが伴う糖尿病の場合は、5.5倍に増加すると報告されている。本症を含む認知症の発症危険因子の詳細は、認知症#危険因子を参照。
逆に発症リスクを低下させるものとしては教育（知的生活習慣）、余暇活動、地中海食、肉体的活動などがあげられている。エストロゲンとNSAIDsもAD発症を抑制的に働いている可能性が報告されているが、副作用の問題で実際的ではないと考えられている。

#### 生活習慣上の危険因子
- 食習慣：魚（EPA・DHAなどの脂肪酸）の摂取、野菜果物[30]（ビタミンE・ビタミンC・βカロテンなど）の摂取、赤ワイン（ポリフェノール）の摂取などが本症の発症を抑えることが分かっている。1日に1回以上魚を食べている人に比べ、ほとんど魚を食べない人は本症の危険が約5倍であるというデータがある。米国の加齢研究所は「精製された炭水化物（例えば白い砂糖）は問題を起こす可能性がある」と述べている[31]。また、「パプアニューギニアのキタヴァ島（トロブリアンド諸島）では、イモ（タロイモ、ヤムイモ）、ココナッツ、魚を食べるが、空腹時のインスリン濃度は低く、認知症は見られない」とする報告がある[32]。
- 運動習慣：有酸素運動で高血圧やコレステロールのレベルが下がり、脳血流量も増すため発症の危険が減少する。ある研究では、普通の歩行速度を超える運動強度で週3回以上運動している者は、全く運動しない者と比べて、発症の危険が半分になっていた。
- 知的生活習慣：テレビ・ラジオの視聴、トランプ・チェスなどのゲームをする、文章を読む、楽器の演奏、ダンスなどをよく行う人は、本症の発症の危険が減少するという研究がある。
- たばこ：自らタバコを吸う（能動喫煙）だけではなく、非喫煙者であってもタバコから出る有毒物質（受動喫煙）の影響を受け発症率が高まる[33]。

#### 喫煙に関する議論
喫煙が本症の危険因子か否かについては、これまで議論があった。喫煙を含むニコチンの摂取がニコチン性アセチルコリン受容体よりドパミン神経系に作用し、アルツハイマー型認知症の発症を減少させるという説もあったが、後に、この説を唱える研究団体がたばこ産業から資金を受け取っていた事実が暴露された。
この説は、喫煙自体が他の疾病リスクを高める性質があるほか、複数の大規模なコホート研究・症例対照研究などによって、現在では否定されている。19の疫学研究のメタ分析では、喫煙により本症の発症のリスクが1.79倍に有意に上昇するという結果が得られている。

#### 睡眠不足との関連
アルツハイマー病の原因として、脳内でのアミロイドベータ (Aβ) の蓄積が考えられているが、アメリカワシントン大学などの研究チームが、2009年に行ったマウスを使った実験で、次の結果を明らかにした。
- 睡眠中Aβが減少し、起床中に蓄積する。
- 睡眠時間の短いマウスはAβの蓄積が進行し、不眠症改善薬を与えると改善した。

## 臨床像
加齢による記憶障害だが、ADではない
- ときどき物事を忘れる
- 物を間違えた場所に置く
- ちょっとした短期記憶の喪失
- 詳細について覚えていない

初期AD
- もの忘れのエピソードを覚えていない
- 家族や友人の名前を忘れる
- ごく親しい友人や人間関係の変化だけにしか気づかない
- 屋外の慣れ親しんだ状況で混乱する

中期AD
- 最近知った情報を思い出すのがとても困難
- 多々の状況で混乱する
- 睡眠問題
- 現在いる場所が分からない

後期AD
- 思考能力の劣化
- 会話の問題
- 同じ会話を繰り返す
- 暴力的、不安、パラノイド

典型的なアルツハイマー型認知症では初期は内側側頭葉病変に対応して近時記憶障害（HDS-RやMMSEでは遅延再生障害）、時間の見当識障害で発症する。病識は初期から低下し、取り繕いなどもみられる。中期になると側頭頭頂葉連合野や前頭連合野が障害され高次機能障害や実行機能障害が出現する。よく認められるのが健忘失語（語健忘、失名辞）である。名詞が出てこないため「あれ、それ」といった代名詞ばかりの会話や関連のない話題の繰り返しなどが多くなる。話も回りくどくなる。失行（時計描画試験で平面図形が描けない構成失行や、着衣失行の他、リモコンを使えない、お湯をわかせない、ATMを使えない）、失認（視空間失認で迷子になる、血縁関係を間違える、左右を間違える）といった症状も認められるようになる。実行機能障害（献立を考えて必要な食材 を買い複数の料理を作る、電話で用件を聞きメモをとって課題を実行する、お金を振込むなど）によって仕事や社会生活、家事を円滑に遂行できなくなり自立困難となり、要介護となっていく。周囲への無関心さが目立ち、昼夜逆転、被害妄想（もの盗られ妄想）、不穏、尚早、徘徊といったBPSDも伴うことが多くなる。BPSDは環境要因の影響を受けることが多い。末期になり広範な大脳皮質が障害されると判断力は高度に低下し、人格は変化し、コミュニケーションも不良となりやがて失外套症候群となっていく。また時にてんかんを合併する。
前述のようにアルツハイマー病の病気の進行は大きく3段階に分かれる。根本的治療法のない病気なので下記のように慢性進行性の経過をとる。
第1期
記銘力低下で始まり、学習障害、失見当識、感情の動揺が認められるが、人格は保たれ、ニコニコしており愛想はよい。
第2期
記憶、記銘力のはっきりとした障害に加えて高次機能障害が目立つ時期で、病理学的な異常が前頭葉に顕著なことを反映して視空間失認や地誌的見当識障害が見られる。この時期には、外出すると家に帰れなくなることが多い。更に周囲に無頓着となったり徘徊や夜間せん妄もみとめられる。特に初老期発症例では、感覚失語、構成失行、観念失行、観念運動失行、着衣失行などの高次機能障害も稀ではない。
第3期
前頭葉症状、小刻み歩行や前傾姿勢などの運動障害もみられ、最終的には失外套症候群に至る。

### 非典型例のアルツハイマー型認知症
非典型例ではロゴペニック型原発性進行性失語など原発性進行性失語や後部皮質萎縮の臨床経過で病理診断がアルツハイマー病になるものもある。
後部皮質萎縮症を呈する症候群
1988年にベンソンらが視覚機能の障害が緩徐に進行する症候群として報告した。視覚性失認、構成障害、環境失認、ゲルストマン症候群、バリント症候群、超皮質性感覚失語を認める。病識は比較的保たれ、記憶障害は前景にたたず、大脳後方の萎縮を伴う。7割程度は病理学的にアルツハイマー病であるが、レビー小体型認知症、大脳皮質基底核変性症、家族性致死性不眠症など多彩である。
ロゴペニック型原発性進行性失語症
2004年にGorno-tempiniが進行性非流暢性失語（PNFA）や意味性認知症（SD）と異なる原発性進行性失語（PPA）の3つの目のサブタイプとして提唱した概念である。診断のためにはPPAの診断基準を満たし、さらに3つに分類する手順を踏む必要がある。自発語と呼称に喚語障害と音韻性錯語（文法的な間違いはないが、喚語障害が強く、そのため何度も間合いが入りながらゆっくりとした発話になる）と文と句の復唱障害である。除外診断としては「顕著な初期のエピソード障害」があげられているが本症候群は病理学的にはアルツハイマー病となることが多い。

## 症状
アルツハイマー型認知症では病変の進行が海馬を含む側頭葉内側部に始まり、次第に側頭頭頂連合野や前頭連合野に及んでいく。この病変の進行にしたがって様々な症状が認められる。見当識障害、記憶障害、頭頂連合野に関連する症状（構成失行、着衣失行、視空間失認）、言語障害などの中核症状とBPSDが知られている。取り繕いを示すように頭を振る仕草はアルツハイマー型認知症を示唆する徴候である。またアルツハイマー型認知症では頭頂連合野に関連する症状が重要である。頭頂連合野は視空間認知や言語といった重要な機能に関わっている。このため頭頂連合野に病変が広がると空間認知が障害され、図形が正しく模写できない、服を正しく着ることができない、空間を正しく認識できないとった失行や失認が認められるようになる。

### 生活機能障害
生活機能障害とは日常生活上の障害である。明らかな運動障害や感覚障害を伴わないことが一般的である。従来は巣症状（失行・失認）と呼ばれた固有の局所病変に呼応する症候も含まれる。原因は主に局所性の脳障害にあると示唆されるが、脳内の広範囲な病変や複数の障害器官が関与してもよい。介護者の負担という観点からはBPSDと生活機能障害は非常に重要である。食事・更衣・移動・排泄・整容・入浴といった日常生活動作も含まれる。生活機能障害という概念を客観的に評価することのできる確立した方法がない。

### 見当識障害
アルツハイマー型認知症の見当識障害は時間、場所、人物の順番で障害されていく。時間の見当識障害は記憶障害が軽度のうちから認められる。病変が頭頂連合野に及ぶと、頭頂連合野は視空間認知機能に関わることから、空間認識が悪くなり場所の見当識障害が認められるようになる。病変が側頭連合野に及ぶと人物の失見当識が起こる。大まかには軽症は時間の見当識障害、中等症は場所の見当識障害、重症は人物の見当識障害が認められる。

### 記憶障害
アルツハイマー型認知症では記憶障害のうち特に、エピソード記憶が障害されやすい。エピソード記憶には海馬と嗅内皮質が重要である。嗅内皮質は海馬と大脳新皮質を橋渡しする役目があり、記憶は海馬から嗅内皮質を通って大脳皮質に蓄えられていく。しかしアルツハイマー型認知症では早期から嗅内皮質が障害されるため、記憶を大脳皮質に蓄えることができなくなる。また帯状回後部や楔前部はエピソード記憶の再生に重要な部位であり、この領域の障害によって思い出すことが困難になる。このためアルツハイマー型認知症では記憶の記銘と想起の両方が障害される。エピソード記憶の中でも最近の記憶である近時記憶の障害が先に現れることになる。症状としては、
- 予定をすっぽかす
- 前日食べたものを思い出せない
- 思い出すのに時間がかかる
- 物の置き忘れ
- 最近の出来事自体をまるごと忘れる

といった症状が先に現れる。即時記憶、遠隔記憶、手続き記憶は早期には保たれる。HDS-RやMMSEでは即時再生は保たれ、遅延再生での失点が早期から目立つ（5物品、4桁逆症など）進行するとやがて遠隔記憶、手続き記憶も失われる。

### 言語障害
言語障害（失語）は頭頂連合野に関連する症状のひとつである。左半球側頭葉頭頂連合野へ広がる病変に対応して、自発話においてまず喚語困難、呼称の障害が目立ってくる。「あれ」などの指示代名詞が多用され、名称が出てこなくて用途などで代用する迂回表現がよくみられる。理解と復唱は比較的よく保たれ、自発話では流暢で構音も保たれ、健忘失語（語健忘、失名辞）に近い失語になる。進んでくると語彙の減少に伴い話の内容は具体性に欠き、唐突に自発的に今の話題とは無関係な話を切り出し、割り込む。記憶障害も手伝って何度も同じ話のくだりを繰り返すようになる。聴覚的理解の障害が進むと超皮質性感覚失語様の言語障害へと変化していくこともある。同時に読解や書字も障害され、病状の伸展に伴いウェルニッケ失語に似た失語に進む。高度のアルツハイマー型認知症となる頃には発話は減少していく、話しかけると復唱が割合保たれていて、こちらが話しかけた短い言葉をそのまま復唱し、末尾だけ「を食べています」、「しています」などの会話になる。さらに進行すると発話もほとんどなくなる。

### 視空間認知障害
視空間認知障害は頭頂連合野に関連する症状のひとつである。頭頂連合野への病変の拡大により複数の対象物の位置関係あるいは対象と自身との関係、空間の中での自分の位置関係の把握が難しくなる。診断基準では具体的に物体失認、相貌失認、同時失認、失読を含む空間認知の障害をあげられている。図形模写は重ねた五角形は模写できても立方体模写が難しくなる。また位置関係、奥行きの感覚も障害され、車庫入れ、冷蔵庫の中への食品の詰め込み、両手指で作る鳥の形の模倣などから異常を推察することもある。中期以降は地誌的記憶障害、道順障害などがみられる。
また着衣ではベストなど袖のない服などの袖通しに躊躇し、ズボンのポケットを頼りに前後上下を決めて履くなど、前後左右、表裏の認識が困難になる。症状が進むと、遂行機能障害が加わり、冷蔵庫など内容が外から見えないと中に食べ物が入っていることがわからなくなり、食べ物がないと探して歩いたり、住み慣れた家の中でも迷う、玄関から出ると家に入れない、トイレにたどり着けずに排泄といったような顕著な生活障害を呈する。

### 遂行機能障害
遂行機能は目的を持った一連の行動を自立して有効に成し遂げるための機能である。手段的日常生活動作（IADL）との関連が深い。診断基準では具体的には推論、判断、問題解決能力の障害が挙げられている。前頭前野の病変の拡大により、目標の企画、計画の立案と実行、結果を判定し自身の行動を調節するこれら遂行機能が失われ、遂行機能障害が起こる。早期には日常動作の段取り・要領の悪さで始まるためあまり目立たたない。作業が遅くなったと周囲が感じている程度のことが多い。進行すると得意とする作業でも失敗する。本人からの聴取は困難になってくる。例えば和裁の失敗をするようになっても本人は「もう縫う必要がないからやめた」と言い、料理の失敗は「あまり食べないので作らなくていい」といった発言をする。行為そのものが単調になるが、やがてそういった行為自体を行わなくなる。家族から「そういえば昨年から漬物を漬けなくなった」といったエピソードが聴取される。ガスからIHに替えるとすぐに使わなくなり、レンジのスイッチが押せなくなり、やがて毎日使っていた炊飯器のスイッチも押せなくなる。セルフケアにもその障害は及ぶ。行為は比較的早期から障害されやすい。

### 精神症状
アルツハイマー型認知症の病期によって目立つBPSDは異なっている。比較的病初期からあるいは先行してうつ（20〜40%）、意欲の低下やアパシー（40〜70%）がみられる。うつは悲壮感や自責の念が強くみられないのが特徴である。軽度認知障害（MCI）でのうつ症状の存在はADへの移行を予測できる臨床的マーカーであることも報告されている。うつ病の既往や家族歴はアルツハイマー型認知症を中心とする認知症の危険因子とされている。妄想、焦燥も早期のアルツハイマー型認知症でよくみられる症状である。身近なものを盗られた（物盗られ妄想）、家族が自分を追いだそうといじわるしている（迫害妄想）などが主たる介護者に向けられる。また診察室で座っていられない、診察室で付き添いの家族に対して大声をあげるなどの焦燥、興奮も初期から認められる。
この他、徘徊、不穏に代表されるような異常行動や睡眠障害も初期から中期かけて増加する。幻覚・幻視は初期には数%程度と少ないが中期移行ではしばしば認められる。また幻覚は肺炎や周術期に伴って高齢者ではしばしば認められる。

### パーキンソン症候群
アルツハイマー病では症状の進行とともにパーキンソン症候群が認められる。2004年のScarmeasらの474名のアルツハイマー病の検討では病初期でも薬物誘発性ではない運動障害が13％に認められ、13年後には36％で運動障害が認められた。アルツハイマー病におけるパーキンソン症候群の責任病巣は明らかになっていない。アルツハイマー病の18～55％で病理学的にレビー小体が認められている。また黒質にレビー小体が認められるアルツハイマー病は運動障害に頻度が高いという報告もある。一方で黒質にレビー小体がなくとも運動障害があった例も報告されている。アルツハイマー病で認められるパーキンソン症候群は黒質病変であったり、黒質以外の中脳から大脳皮質へ投射するドパミン系の障害などの病変であったり、黒質神経細胞の神経原線維変化やこの部位の老人斑の存在が関与している可能性がある。

## 病理

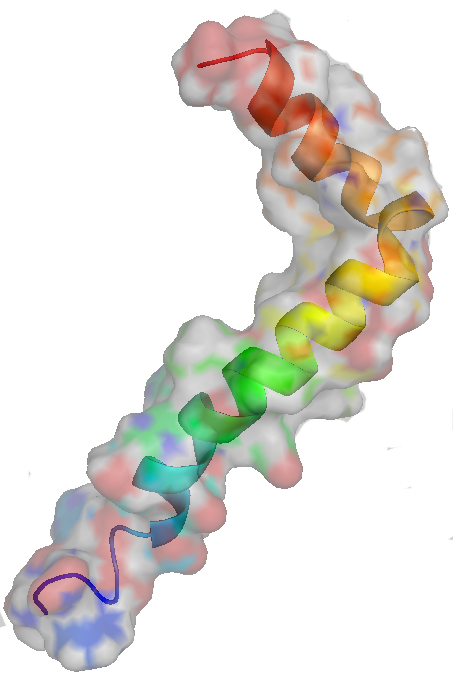
アミロイドβ。リボンモデル。

アルツハイマー病における基本的病理変化はAlois Alzhaimer自身により1911年の論文において詳しく記載されている。アルツハイマー病脳病変の特徴として神経細胞の変性消失とそれに伴う大脳萎縮、老人斑の多発、神経原線維変化（英: neurofibrillary tangle、NFT）の多発の3つがあげられる。1980年代に老人斑がアミロイドβ蛋白（Aβ）の凝集蓄積であること、NFTが微小管結合タンパクのひとつであるタウが凝集線維化したものであることが明らかになった。FADの原因となるアミロイド前駆体蛋白遺伝子変異、プレセニリン遺伝子変異のいずれもAβの産生亢進を誘導することが判明している。アルツハイマー型認知症の生化学も参照。

### 老人斑
老人斑（senile plaque、SP）は鍍銀染色で濃染する径数10から100マイクロメートルほどの斑状の構造物である。細胞外に存在する。アルツハイマー病では大脳皮質に大量の老人斑が出現する。老人斑（senile plaque、SP）はAβの凝集蓄積により形成されるが、ある程度以上の大きさと密度をもつ蓄積の場合、老人斑内とその周囲にある神経突起の変性が生じる。変形神経突起の半数以上においてNFTとそう痒のタウの凝集蓄積が生じている。Aβの蓄積は斑状構造、綿屑のようなもの、まばらな蓄積など様々な形態をとる。Aβは分子量約4kDの小さな蛋白質で38 - 43個のアミノ酸からなり、695 - 770個のアミノ酸からなる1回膜貫通型のアミロイド前駆蛋白 (APP) からプロテアーゼにより切りだされて産出される。複数の分子種が知られており、それらの分子種は性質の違いからC末端が短いAβ40と長いAβ42に大別される。Aβの産出自体は生理的な現象である。Aβ40は水に溶けやすく、凝集、蓄積を生じにくいのに対してAβ42は凝集傾向が強い。老人斑形成の過程においてはAβ42の沈着が先行し、後の段階でそれに巻き込まれるようにAβ40も沈着すると考えられる。老人斑ではAβの蓄積と変性神経突起形成に加えてグリア細胞の反応が生じている。老人斑の中心部には活性化ミクログリアが集簇をなし、周辺部には活性化アストロサイトが老人斑を取り囲むように存在する。老人斑は慢性炎症性変化と考えられている。アストロサイトはミクログリアと同様にAβの除去や炎症性因子の産出、それに老人斑という慢性炎症性病変を周囲の脳組織から隔離する機能を果たしていると推測される。
アミロイド沈着は基本的にアミロイド密度が高い核（または芯）をもつ典型的老人斑 と密度の低いびまん性老人斑の2つのタイプがあることが知られている。
老人斑はAβ沈着からなる好酸性斑状構造物で、細胞外マトリックス、すわなちニューロピルに形成される。典型的老人斑（ないし古典的老人斑）は中心部のコアとその周囲の腫大した軸索（dystrophic neurite、DN）を有する。原始老人斑はAβ沈着を有し、コアは明らかでないものの、DNを伴っている。典型的老人斑と原始老人斑はDNを有する特徴よりneuritic plaque(NP)と呼ばれる。NPは特に生理的な老化との比較においてアルツハイマー病病理を大きく特徴づけるものである。DNはp-tau染色で陽性である。びまん性老人斑はAβ沈着を有するが、その輪郭は不明瞭でコアはみられず、またDNやその他のp-tau病変を伴わないもので生理的老化でもひろく認められる。

### 神経原線維変化 (NFT)
神経原線維変化（NFT）は神経細胞の細胞体に生じる繊維状の凝集体で、その微細構造は長径10ナノメートルのフィラメントが2本ずつらせん状のペアを作った線維の集合体であり、規則的なくびれ構造をもつ。らせん状のペアを作った線維を対らせん線維（PHF）という。PHFはタウが重合してβシート構造を形成することによって生じる。PHFを構成するタウは通常のタウと異なり過剰にリン酸化を受けている。PHFは細胞質内にありながらプロテアーゼ耐性である。主要構成蛋白であるタウは神経細胞軸索における微小管の安定化に関わる因子である。タウのC末端には微小管の結合部位がありリピート配列がある。ADでは3Rと4Rの両方のアイソフォームからなる。NFTは鍍銀染色陽性でありガリアスブラーク染色が用いられることが多い。タウの凝集や蓄積の過程で分子構造が変化するため免疫染色ではエピトープが消失することもあるので注意が必要である。
NFTはまずは神経細胞の胞体内に形成されintracellular NFT (iNFT)とよばれる。海馬や海馬傍回のiNFTは火炎状であり、その主成分はp-tauである。神経細胞の死滅によりNFTが細胞外に沈着すると、好酸性が増してextracellular NFT (eNFT)、またはghost tangleになる。また背景には変性した樹状突起（HE染色では確認できないニューロピルスレッド）が多数見られp-tau陽性である。また海馬では平野小体や顆粒空胞変性も認められる。これらのアルツハイマー病病変は灰白質を主体とするもので、末期においても白質はよく保たれている。進行性核上性麻痺、大脳皮質基底核変性症、多系統萎縮症では白質にも第一義的病変が認められることと対照的である。

### アミロイドアンギオパチー
アルツハイマー病では脳実質に出現する老人斑に加えて、脳血管壁にコンゴーレッド陽性になるアミロイドが沈着する脳血管アミロイドーシス（脳アミロイドアンギオパチー、CAA）を併発する率が高い。これが脳出血を起こす原因となっている。特に家族性アルツハイマー病でAPP遺伝子内にAβの内部配列に変異が起こると脳アミロイドアンギオパチーを多発するケースが多い。血管アミロイドは中膜と外膜の間の基底膜にまばらに沈着し、進行的に全周性に沈着がみられ平滑筋細胞の消失をもたらす。

### アルツハイマー型認知症病理の時系列
病理の時系列解析は主にダウン症患者由来の剖検脳を用いた検討で明らかになった。ダウン症患者ではアルツハイマー病の病理変化が30代ころから出現し年齢を重ねると共に進行する。アミロイドの沈着は30代から始まり、40歳以降で神経原線維変化が出現する。また神経原線維変化がある場合は必ず老人斑を伴うことが明らかになった。ダウン症は第21染色体トリソミーであるため第21染色体に存在するAPP遺伝子が通常の1.5倍存在する。その結果APPのmRNAも通常人よりおおく早発認知症になると考えられている。

### 合併病変
ADに本質的な病変は神経細胞消失、老人斑、NFTである。しかし偶然の合併で考えられる以上にレビー小体、TDP-43など他の疾患に特徴的な病変を合併し、臨床像に影響を与える。病理機序の一部は共通していると考えられる。なお病理診断でレビー小体型認知症とADが合併した場合はADらしさの高低を優先して判断することになっている。アルツハイマー病とレビー小体型認知症の合併例は非常に多い。臨床診断がアルツハイマー病であった症例の32~40％で病理診断はアルツハイマー病とレビー小体型認知症の合併であったという報告がある。また臨床診断でレビー小体型認知症であった症例の32~52％で病理診断はアルツハイマー病とレビー小体型認知症の合併であった。また病理診断でアルツハイマー病とレビー小体型認知症の合併と診断された例の61％は臨床診断がアルツハイマー病であった。類似した報告もある。また臨床診断がレビー小体病でも病理学的にレビー小体病とアルツハイマー病に合併となる例は50％程度である。

### 病理診断
アルツハイマー病で認められる病理変化は生理的な老化でも出現するため定性的診断は困難である。そのため半定性・半定量的な病理診断が行われる。

#### Braakによるstage分類
Braakによるstage分類は神経原線維変化（NFT）を用いたBraak NFT stageと老人斑（SP）を用いたBraak SP stageがある。
Braak NFT stage
鍍銀染色をもとにしたものと、p-tau(AT8)免疫染色をもとにしたものとがあるが、一般的にはp-tau免疫染色を使うことが実際的と思われる。病変は側頭葉内側より始まり（stageⅠ～Ⅱ）、海馬・辺縁系に及び（stageⅢ～Ⅳ）、最後に新皮質に進展する（stageⅤ～Ⅵ）。Primary cortex（一次運動野、体性感覚野、視覚野、聴覚野）が一番最後に障害される（stageⅥ）。
Braak SP stage
Braakらは鍍銀染色を使用しているが一般的にはAβ免疫染色を使うことが実際的と思われる。老人斑の沈着は新皮質下面（前頭・側頭・後頭葉）から始まり（stage A）、次に新皮質（連合野）全体に及び、かつ海馬が障害されはじめ（stage B）、最後にprimary cortex（一次運動野、体性感覚野）が障害される（stage C）。大脳基底核や視床への沈着がみられるのもstage Cである。p-tau病変とは異なり、全stageを通して海馬での老人斑沈着は比較的軽度にとどまる。

#### CERAD score
Consortium to Establish a Registry for Alzheimer’s Disease (CERAD) scoreは生理的老化にはみられにくく、AD組織の大きな特徴であるneuritic plaqueを半定量化し（NP score）、死亡時年齢による重みづけを行い、組織学的なアルツハイマー病らしさを判定する。CERAD scoreを作成したMirraらはneuritic plaque（NP）可視化のためにBielschowsky鍍銀染色ないしはthioflavine S蛍光染色を使用しているが、一般的にはAβ免疫染色染色（典型的老人斑を数える）もしくはp-tau免疫染色（p-tau陽性NPを数える）を使うことが実際的と思われる。

#### Thal SP(Aβ) phase
Thal SP(Aβ) phaseまたはタールらの基準はBraak SP stageとは異なり、大脳のみならず脳幹や小脳を含めて、その老人斑沈着を鍍銀染色ないしAβ免疫染色により分類するものであるが、Aβ免疫染色を使うことが実際的と思われる。5つのphaseに分けられる。Phase1では老人斑は新皮質にとどまる。Phase2では老人斑は新皮質だけではなく不等皮質（海馬や帯状回など）に分布する。Phase3ではさらに間脳（視床や視床下部）や線条体に分布する。Phase4ではさらに脳幹諸核（黒質、赤核、下オリーブ核など）に分布する。Phase5ではさらに小脳・脳幹諸核（橋核、青斑核など）に分布する。

#### ABCスコアによるアルツハイマー病病理診断基準
ABCスコアはアルツハイマー病の進展様式を総合的に組み込んだもので組織学的なアルツハイマー病らしさを4つのカテゴリー（not、low、intermediate、high）に分類する。そしてintermediateまたはhighが、その認知症を説明するに十分なアルツハイマー病理と考えられる。NIA-AAの病理診断の基準もABCスコアである。合併病変も合わせて評価する。

## 原因
孤発性AD (SAD) と家族性AD (FAD) 双方の病理変化は極めて類似していることからほぼ同一の過程を経ると考えられている。ADの病態発症機構に関する研究は1990年代に相次いで同定された家族性AD原因遺伝子であるAPPとプレセレニリン (PS)、および家族性タウオパチー原因遺伝子変異である微小管結合タンパクであるタウの研究によって目覚ましい進展をとげた。アルツハイマー病の病態発症機構としてはAβの産出の上昇、あるいは分解不全によるAβ蓄積を開始点とするアミロイドカスケード仮説が最も支持されている。他にはアセチルコリン仮説、タウ仮説、グルタミン仮説、酸化ストレス仮説、脂質代謝異常、虚血、炎症、糖代謝異常といった様々仮説が唱えられている。これらの仮説は排他的なものではなくアミロイドカスケード仮説を中核として、病期ごとの事象・相互作用などについてそれぞれの側面から検討したものととらえられている。アルツハイマー型認知症は多因子遺伝性疾患であり複合的な要因によって発症にいたると考えられている。
想定される病理学的プロセスは脳アミロイドの蓄積（CSFアミロイドβ）→シナプス障害（FDG-PETやfMRI）→タウ蛋白蓄積（CSFタウ）、NFT、神経細胞死誘導→脳萎縮（MRI）→認知機能低下→臨床症状の順である。この病理学的なプロセスをSperlingらが図式化している。近年、APPプロセシングとプラズマローゲン産生との相関が指摘されている。

### アミロイドカスケード仮説
アミロイドカスケード仮説は以下のプロセスからなる。
1. Aβ蓄積（老人斑形成）
2. タウ凝集・蓄積（NFT形成）
3. 神経変性（神経細胞死）

APPは各種プロテアーゼによる切断を受けることで各種のAβ分子種を産出する。主要なAβの分子種としてはアミノ酸数の違いによりAβ40とAβ42が存在しAβ42は高い凝集性から病原性がより強い。PSはAPPの切断プロテアーゼとして知られるγセクレターゼの構成サブユニットである。FAD原因遺伝子変異の実に70%でPS遺伝子に認められている。タウは前頭側頭葉型認知症の原因遺伝子としてしられ、変異型タウの過剰発現 (Tg) マウスはAβ蓄積なしに神経変性を起こす。そのためタウの凝集・蓄積のみでも神経変性は起こりえる。Aβ蓄積の下流ではタウ非依存的な神経変性を惹起する経路も想定される。代表例が、Aβの低分子構造物であるAβオリゴマーが神経細胞内で毒性を示すというオリゴマー仮説である。
上記のプロセスで神経変性にいたるという仮説である。重要な点はAβ蓄積を上流と考えたことである。AD脳ではAβとタウの両方の蓄積を認めることから、どちらが先に起こる現象であるのか、どちらが病態の中心にあるかという議論があった。正常高齢者の病理学的な検討から、Aβの蓄積は認めるが神経原線維変化を認めない症例があること、逆に神経原線維変化を認め老人斑を認めない症例はなかったこと、家族性ADの家系からAβ産生に関係するAPP、PSEN1、PSEN2の変異が見つかったことから、Aβが上流であると考えられるようになった。当初は高度に重合した不溶性の線維型Aβが神経細胞死を起こし認知機能低下を起こすと考えられてきた。しかしアルツハイマー病剖検脳でAβ量や老人斑の増加率と認知症状の重症度が相関しない、老人斑の出現部位と神経細胞の脱落部位が一致しないという問題点があった。

### オリゴマー仮説
2002年にウォルシュらがダイマーもしくはトリマー型Aβオリゴマーがlong-term potentiation(LTP)を低下させるという報告をした。この報告後Aβオリゴマーの毒性を示した研究が相次ぎ、Aβオリゴマーが毒性発揮の中心的役割を担うと考えられるようになった。Aβオリゴマーはその大きさにより各種分子種に分類されており、どのオリゴマーがアルツハイマー病の病因となるかは未だ議論がある。Aβの毒性が作用する主要な標的はシナプス後部と考えられている。シナプス後部でAβの毒性を仲介する受容体としては、プリオン蛋白、α7-ニコチン受容体、代謝型グルタミン酸受容体、NMDA型グルタミン酸受容体があげられている。
アルツハイマー病剖検脳で生化学的に測定された可溶性Aβの量がシナプス密度と逆相関し、認知機能障害の程度とよく相関する。そのため神経細胞の変性・脱落よりも先にAβオリゴマーによるシナプスの機能低下がおこると考えられるようになった。Aβオリゴマーは当初は老人斑形成過程の中間体と考えられていたが、老人斑にならないAβオリゴマーも存在する。

### タウを主軸とした仮説
タウがアミロイドカスケード仮説の中で占める位置に関しては未だ確立しておらず、タウがADの主役であるのか、Aβの毒性を仲介するのか、単なる随伴症状であるのかはわかっていない。タウの樹状突起における機能とAβの毒性を仲介する作用より、樹状突起におけるAβとタウの病理を結びつけるタウを主軸とした仮説も提唱されている。神経細胞の脱落や認知症症状とNFTの分布には相関関係がある。独立行政法人放射線医学総合研究所は2013年9月19日、脳内に蓄積したタウタンパク質に対して選択的に結合する薬剤であるPBB3(Pyridinyl-Butadienyl-Benzothiazole)と、脳内に蓄積したアミロイドベータ(Aβ)に選択的に結合するピッツバーグ化合物B(PIB:Pittsburgh Compound-B)と、陽電子断層撮影法 (PET:Positron Emission Tomography) を使用して、タウタンパク質やアミロイドベータ(Aβ)が脳内に蓄積して神経細胞を壊死させて、認知症による認知機能・脳機能の低下させることを、初期から終末期までの脳の部位別にタウタンパク質やアミロイドベータ(Aβ)の蓄積や進行状態を、画像で可視化して診断する方法を実用化したと発表した。

### その他の原因の仮説

#### アセチルコリン仮説
1970年代の仮説である。アルツハイマー病では前脳基底部のマイネルト基底核から大脳皮質、そして中隔核やブローカの対角帯核から海馬体に投射するコリン作動性神経細胞の変性・脱落が大量に起こる。その結果、大脳皮質・海馬への入力が強く障害されるためアセチルコリン量が顕著に低下する。この現象はアミロイドカスケード仮説の下流になる。

#### 感染症原因仮説
神経生物学関連誌「Neurobiology of Aging」4月号掲載の研究では、一般的な呼吸器細菌のクラミジア・ニューモニエ (Chlamydia pneumoniae) とアミロイド斑との関連性が、非遺伝性アルツハイマー病患者の脳で確認された。
加齢に伴う慢性疾患研究を目的とした米フィラデルフィア大学整骨医学センターの研究者らが、アルツハイマー病のヒトの脳から同細菌を分離し、アミロイド斑素因のないマウスの鼻腔に噴霧したところ、アミロイド斑の沈積が進行し、部分的なアルツハイマー病のモデルが生じた。この研究は、クラミジア・ニューモニエがアルツハイマー病患者の脳の90%に存在するという過去の知見に基づくもので、研究立案者のBrian Balin氏は、同細菌がアルツハイマー病を引き起こすことを指摘している。
また、単純ヘルペスウイルスを持っていると、アルツハイマー病になるリスクが2倍になるとする報告がある。アルツハイマー病患者の脳からヘルペスウイルスHHV-6AとHHV-7が多く検出されることが報告された。
慢性歯周炎病原菌のひとつであるジンジバリス菌とその産生物質ジンジパインが患者の脳から発見され、ジンジパイン阻害剤でAβ1-42の生成を阻害、神経炎症を減少させるなどの効果が報告された。
アルツハイマー病患の便をラットに移植する実験では、移植されたラットの海馬で神経発生が減少し認知症の症状が確認されるなど、腸内細菌との関連も考えられている。

#### アルミニウム原因仮説
アルミニウムイオンの摂取がアルツハイマー病の原因のひとつであるという説がある。この説は、第二次世界大戦後、グアム島を統治した米軍が老人の認知症の率が異常に高いことに気がつき、地下水の検査をしたところアルミニウムイオンが非常に多いことがわかったことによる。雨水と他島からの給水によってその率が激減したこと、また紀伊半島のある地域でのアルツハイマー患者が突出して多かったのが上水道の完備により解決したことがその根拠とされている。後者も地下水中のアルミニウムイオンが非常に多かったことが示されている。もっともこれらの調査例は、地域の人口動態などの裏付けがない（家族の集積性や崩壊過程などを考慮しない）単純比較であり、学会や多くの学識経験者が支持している研究成果ではないことに注意する必要がある。
日本におけるアルミニウム原因説の広がりは、1996年3月15日に毎日新聞朝刊により報道されたことによる。記事では、1976年にカナダのある病理学者がアルツハイマー患者の脳から健常者の数十倍の濃度のアルミニウムを検出した例や、脳に達しないという見方が大勢であったアルミニウムイオンが血液脳関門を突破することが明らかになったことなどを紹介している。この記事は、1面ではなく家庭面のベタ記事扱いであったが大きな反響を呼び、後に読売新聞、朝日新聞なども同様の記事を掲載した。これら報道により、既にその他の国では下火となっていたアルミニウム原因説が、日本では次第に有力視されるようになった。消費者の一部には、アルミニウムを含む薬剤でろ過する上水道水や、一般的に調理で用いられるアルミ鍋に対して拒絶する動きが起こり、高価な鍋セットや浄水器を販売する悪質な商売も盛んになるなどの余波も生じた。また、1980年代には、高価な圧力鍋の訪問実演販売が流行ったが、こうした業者がアルミ鍋の有害性をしきりに訴え、営業に利用した。アルミニウムは土中にも含まれることから、野菜にも一定量含まれ、またある種の胃薬にはかなりの量のアルミニウムが含有されており、鍋から溶け出すアルミニウムの比ではない。
業界団体である日本アルミニウム協会などはもとより、アメリカ食品医薬品局も、アルミニウムとアルツハイマーの関係を否定している。学会などで発表される事例も、日本人の手によるものの他はわずかである。現在では、アルツハイマーの発症原因のほとんどが、遺伝子そのものの変異や外的要因（前出の疫学を参照）など複数の要素と考えられている。

#### インスリン分解酵素仮説
合併症として糖尿病を発症している症例が多い事からインスリンの分泌を増やす糖質中心の食習慣、運動不足、内臓脂肪過多がアルツハイマー病の原因となるアミロイドベータの分解を妨げているとしている。アミロイドベータも分解する能力のあるインスリン分解酵素が糖質中心の食生活習慣によって血中のインスリンに集中的に作用するため、脳でのインスリン分解酵素の濃度が低下し、アミロイドベータの分解に手が回らずに蓄積されてしまうとしている。
過剰な糖分摂取があると、脂肪肝が生じ、肝臓と骨格筋にインスリン抵抗性が生じる。膵臓はインスリン分泌を増やすが、追いつかなくなり、2型糖尿病となる。高インスリン血症は、各種の臓器障害を来たす。インスリンは、血液脳関門BBBを越えて脳内に入って、神経細胞を障害し、記憶障害を悪化させる。

## Aβの代謝
Aβは脳内で恒常的に産出される生理的ペプチドである。脳内では主に神経細胞が産出している。遺伝性アルツハイマー病と異なり孤発性アルツハイマー病ではAβ産出の増加が老人斑の主要原因ではないと考えられている。アミロイド沈着は分解系の低下や排出系の低下による間質液でのAβ濃度の増加が原因と考えられている。

### Aβの産出
Aβ前駆蛋白（APP）はAβの前駆体となる膜貫通型糖蛋白質である。脊椎動物に広く存在し、ショウジョウバエ (appl) や線虫(apl-1)にもホモログが見出されている。相同蛋白質にAPLP1（APP様蛋白質1）、APLP2がありファミリーを構成しているがAβ配列があるのはAPPのみである。生理機能で最もよく言及されるのが、神経保護・神経突起伸長・シナプス形成促進・細胞増殖などのいわゆるneurotrophic作用や細胞接着作用、シナプス小胞の軸索輸送機能である。AβはAPPの部分断片でありβセクレターゼ (BACE1)、およびγセクレターゼによる連続した切断により産出・分泌される。脳内におけるAβ産出はBACE1発現量が最も高い神経細胞が主に担い、その産出量は神経活動に依存している。
APPからAβ産出および蓄積に至る細胞内メカニズムに関しては次のように理解されている。神経細胞内の小胞体で産出されていたAPPはゴルジ体を経て分泌顆粒に取り込まれた後、細胞表面に現れる。この際大部分のAPPはαセクレターゼ（ADAM9、10、17）によるα切断をうけてAβ産出が回避される（Aβ非産出経路）。他方、一部のAPPはエンドサイトーシスによって細胞内へ再取り込みされエンドソームあるいはトランスゴルジにおいてβセクレターゼ (BACE1) によるβ切断、さらにγセクレターゼによるγ切断を受けてAβが産出される。

### Aβの分解
Aβを分解する酵素としては多くのものが知られている。ネプリライシン、エンドセリン変換酵素、インスリン分解酵素、マトリックスメタロプロテアーゼ、アンジオテンシン変換酵素1、組織型プラスミノーゲンアクチベーター、ウロキナーゼ、プラスミンなどが知られている。その中で最も効率よくAβ42を分解するのはネプリライシンである。ネプリライシンは膜貫通タンパク質でありメタロペプチダーゼである。海馬のプレシナプスに多く存在する膜タンパク質でありシナプス間隙でAβを分解している。ネプリライシンノックアウトマウスでは脳内のAβ濃度が増加する。加齢によりネプリライシン発現量は低下することが知られている。ソマトスタチンがネプリライシン活性を増強する調節因子として知られている。

### 線維型Aβの分解
アミロイド沈着初期の非認知症患者脳ではび慢性老人斑とアストロサイトの共在性がみられ、アルツハイマー病患者脳や、非認知症患者脳でもアミロイド沈着が進行した時期には芯をもった典型的老人斑とミクログリアの共在が高頻度で観察される。このような傍証とともに、アストロサイトやミクログリアが線維型Aβを取り込んで分解することがよく知られている。線維型Aβの細胞内取り込みはスカベンジャー受容体（変性LDL受容体クラスA、クラスB I型）、CD36、RAGE(receptor for advanced-glycosylation endproducts) や低密度リポ蛋白質受容体関連蛋白質（LRP、low density lipoprotein receptor-related protein）を介することはわかっている。

### Aβの血中排出システム
Aβには脳実質内の分解に加えて、血中や脳脊髄液への排出システムが関与している。神経細胞で産出されたAβは約12時間後にCSFへ分泌され、24時間後には血液脳関門（BBB）を介して血液へ排出される。排出されたAβは可溶性LRP1など結合蛋白質に結合する。最終的には網内系細胞などによって処理され、肝臓、腎臓から排出される。BBBを介するAβの脳実質から血液中の排出過程は脳実質から内皮細胞内への取り込みと、内皮細胞内から血液中へのくみ出しの2つの過程から成り立つ。脳実質から内皮細胞内への取り込みにはLRP1やLRP2が関わり、内皮細胞内から血液中へのくみ出しにはABCB1などP糖蛋白が関わっている。特にLRP1が主要なトランスポーターと考えられている。LRP1はフリーのAβもApoE2やApoE3、α2マクログロブリンに結合したAβも取り込むことができる。LRP1によるAβbの取り込みはApoE4が阻害する。アルツハイマー病患者では血管内皮細胞のLRP1の発現が低下しており、さらにLRP1が酸化しておりAβ排出能が低下していると考えられている。2000年代のマウスの研究では細胞外のAβの実に75%がBBBを介する系で血中に排出され、10%ほどがBCSFBを介してCSFに排出されると考えられていた。2015年現在ではglymphatic systemやmeningeal lymphatic vesselsなどが40%ほどの排出を担っており、BBBからの排出は60%程度ではないかと言われている。

## 検査

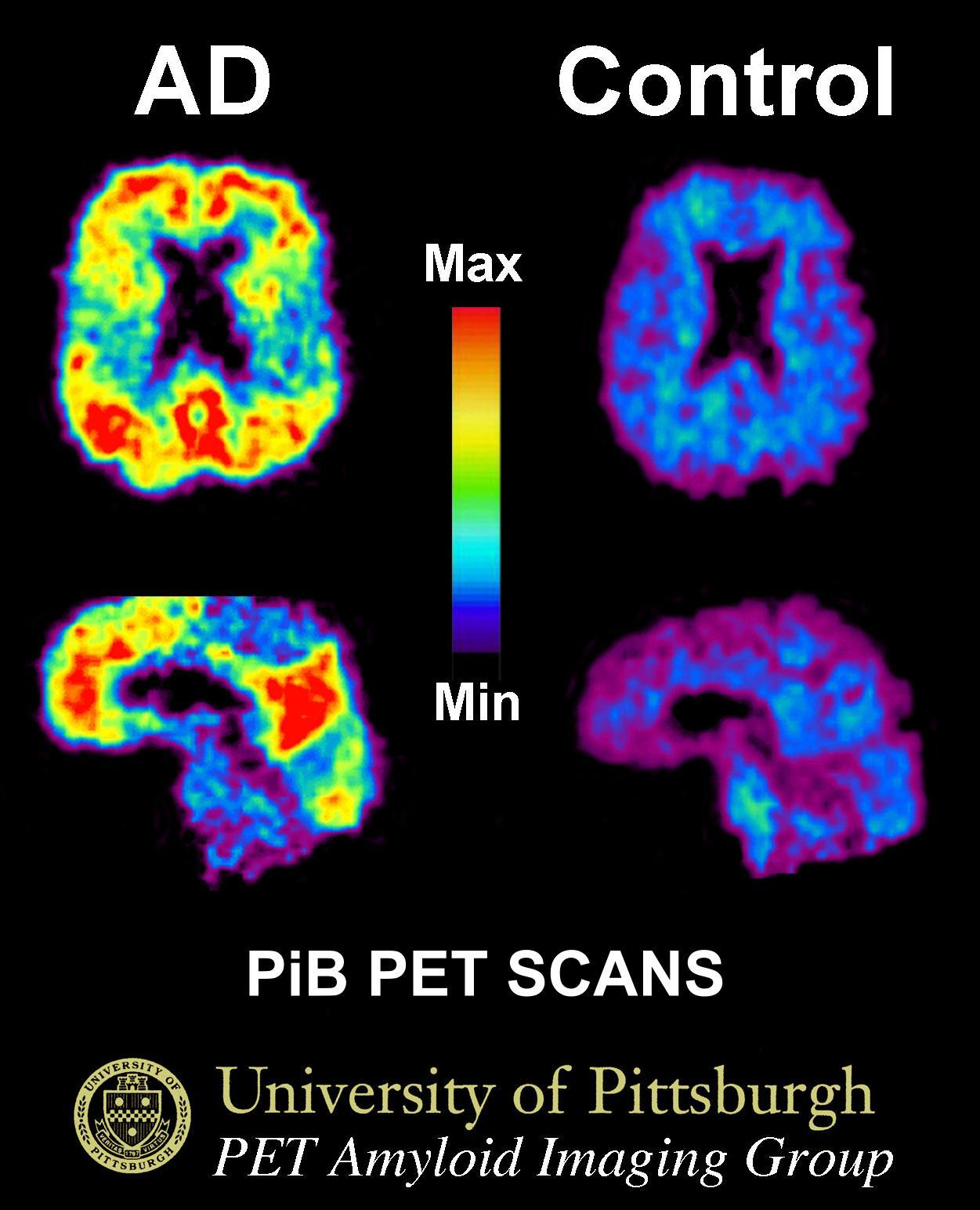
アルツハイマー病患者（左）と一般人（右）の脳のPiB-PETスキャン画像。アルツハイマー病患者はアミロイドβの沈着量が多い。

### 神経心理学的検査
長谷川式認知症スケールやMMSEが認知機能のスクリーニング検査として有名である。スクリーニング検査以外に前頭葉機能を評価するFABやTMTなどが行われることがある。また頭頂葉機能として自宅の間取りを描く、側頭葉機能として失語症の検査が行われることもある。
長谷川式認知症スケール
MoCA（Montreal Cognitive Assessment)
MoCAはMCIをスクリーニングする検査である。視空間・遂行機能、命名、記憶、注意力、復唱、語想起、抽象概念、遅延再生、見当識からなる検査である。日本語版はMoCA-Jという。レビー小体型認知症の検出にも有効と言われている。
三宅式記銘力検査
Six-item screener
6つの質問でスクリーニングを行う手法。最初に3つの事物（桜、犬、自動車など）を覚えてもらう。続いて質問する。Q1.今は何年ですか？ Q2.今は何月ですか？ Q3.今日は何曜日ですか？ Q4.Q5.Q6.先程覚えていただいたのは何でしたか？3つ以上の間違いであると感度 88.7%, 特異度 88.0%であった。4つ以上の間違いがあると感度 96.8%, 特異度 68.6%であった。5つ以上の間違いであれば感度 100%, 特異度 38.4%であった。
Category fluency スコア
1分間にできるだけ多くの動物名を挙げてもらい、その数をカウントする。13個未満ではアルツハイマー型認知症が疑われる(感度91%, 特異度 81%)。日本では十二支があるため、十二支を用いないように前もって指示する。
時計描画試験 (Clock drawing test)
患者に紙を渡し、10時10分を示す時計を書いてもらう。高次視覚認知障害の検出能に優れ特異度が高い。しかし近時記憶や見当識については評価できない。
キツネの逆組み合わせ(Reverse Fox Test)
キツネの影絵を両手で作り、左右の手を上下逆にして、左右それぞれの人差し指と小指が接するように指示する。アルツハイマー病では31.9%が行えたのに対し、健常者では94.4%が行えた。この検査などの手指構成は頭頂葉機能を鋭敏に反映する。

### 画像検査
画像検査としては形態評価を行うCT・MRIと機能評価を行うPET・SPECTがある。X線-CT・MRIでは、脳血管性のものとの鑑別に有用であり、側脳室の拡大・脳溝の拡大・シルビウス裂の拡大などの大脳の萎縮が見られるようになる。特に海馬は、他部位と比較して早期から萎縮が目立つ。PET・SPECTでは、脳血流・グルコース消費量・酸素消費量が側頭葉・頭頂葉で比較的強く低下するのが特徴とされる。一般にF-FDG-PETと脳血流SPECTが行われる。

#### アルツハイマー型認知症診断に関わる部位
側頭葉内側部、帯状回後部、楔前部、頭頂連合野がアルツハイマー型認知症の画像診断では重要である。鑑別診断のためには中脳被蓋部や迂回回が重要となる。
側頭葉内側（海馬領域）
アルツハイマー型認知症では海馬、海馬傍回、扁桃などにより構成される側頭葉内側部での神経細胞脱落が他の脳部位に先んじて起き、病気の進行とともに加速する。海馬は側頭葉の内側に位置し、エピソード記憶と意味記憶から構成される陳述的記憶の形成に必要不可欠である。海馬は新たに獲得した記憶を徐々に大脳皮質に移行し記憶を保持する、保持された記憶を検索するといった機能があり、海馬傍回とともに機能すると考えられている。扁桃体は情動に大きく関与する領域で感情記憶に関与する。側頭葉内側部構造の中でも、海馬傍回の最前部に位置する嗅内皮質はNFTが強く、最初に神経細胞脱落が起こり萎縮がみられる部位である。嗅内皮質は腹側のブロードマン28野と背側の34野に相当するがその体積は両側で正常でも2ml程度で皮質厚は正常でも4mmあり画像診断で萎縮を評価するのは困難である。嗅内皮質に遅れて海馬でも萎縮がおこる。海馬は正常で両側で8ml程度あり、また二次的に側脳室下角の拡大を伴うため画像診断で評価可能である。
帯状回後部と楔前部
帯状回後部と楔前部（けつぜんぶ、または、せつぜんぶ）はアルツハイマー型認知症の早期で糖代謝および血流低下が落ちる部位として注目された領域である。帯状回後部はfMRIでは安静時に活動が活発な「デフォルト・モード・ネットワーク」の主要な構成要素である。また帯状回後部はエピソード記憶の再生や将来の予定を立てるときなどに非常に活発に活動することが知られている。また注意機能にも関係する。アルツハイマー型認知症では初期からエピソード記憶の再生や展望記憶が障害されることが知られており帯状回後部の血流低下と一致している。楔前部は頭頂葉の内側にあり、帯状回後部と隣接する。楔前部はエピソード記憶の再生や視空間認知に重要な役割をはたすことが知られている。後頭葉は内側からみると楔形をしている。そのため後頭葉内側の別名が楔部であり、その前にあるため楔前部という。
頭頂連合野
頭頂連合野は頭頂葉のうち、一次感覚野を除いた領域である。頭頂連合野は大きく分けて上頭頂小葉、下頭頂小葉に分けられる。上頭頂小葉と下頭頂小葉を分けている脳溝が頭頂間溝である。下頭頂連合野はさらに縁上回と角回に分けられる。上頭頂小葉は空間見当識に大きく関わっており、上頭頂小葉の損傷は半側空間無視や触覚失認を引き起こす。縁上回はブロードマン40野と重なるところが多く、ウェルニッケ野も縁上回に含まれる。縁上回は言語機能と深く関わっており、縁上回が損傷を受けると感覚失語を示す。角回は言語（文章を読み、書き、そして理解するといった複雑な言語機能）、計算、空間認識、注意に関連する。角回が損傷をうけるとゲルストマン症候群（失書、失算、手指失認、左右失認）を呈する。頭頂間溝は上頭頂小葉と下頭頂小葉をわけているだけではなく様々な機能があると考えられている。主な機能は目を動かして、目的の場所に手を伸ばすなど感覚と運動の協調などである。頭頂連合野はもともと加齢で萎縮をきたしやすい領域であるが、アルツハイマー型認知症やレビー小体型認知症ではさらに萎縮をしやすい。

#### アルツハイマー型認知症診断の画像診断
頭部MRI
頭部MRIでは脳萎縮の評価が可能である。特にVSRADを用いて軽度の側頭葉内側部の選択的な萎縮を評価することができる。VSRADでは嗅内皮質、扁桃、海馬を含む側頭葉内側部に標的関心領域を設定し、4つの指標を産出している。これらは萎縮度、萎縮領域の割合、全脳の萎縮領域の割合、萎縮比である。萎縮度が高いほど脳萎縮が重篤であり、萎縮度が0ならば萎縮はなく、1以上になるとアルツハイマー型認知症の可能性が出てくる。萎縮比が高いほどアルツハイマー型認知症に特異的になる。
脳血流評価
IMPシンチグラフィーでは3D-SSPでECDシンチグラフィーはeZISで統計解析されることが多い。帯状回後部と楔前部はアルツハイマー型認知症で最初に血流・代謝が低下する部位である。またまた大脳皮質連合野のうち頭頂連合野である縁上回と角回からなる下頭頂小葉はアルツハイマー型認知症の初期から血流・代謝が低下する領域である。軽度の左右差がよく認められるがどちらが優位とはいえない。進行しても側性は保たれ、頭頂連合野から側頭連合野さらには前頭連合野にも血流・代謝低下が出現する。アルツハイマー型認知症で血流・代謝低下が起こらない保持領域が知られている。それは中心溝周囲の一次感覚野、一次運動野、後頭部内側部の一次視覚野、側頭葉上部の一次聴覚野、基底核、視床、小脳などである。eZISでは3つの項目が計算されるそれは血流低下の程度（severity）、血流低下の割合（extent）、血流低下の比(ratio)である。
アミロイドPET
アミロイドPETでは帯状回後部から楔前部、頭頂葉、前頭前野などの大脳皮質および線条体に高い集積を示す。アミロイドPETでは重症度は評価できない。

### 検体検査
診断指標となる検体検査（バイオーマーカー）として、髄液中のアミロイドベータ(Aβ)42の低下や、タウ蛋白の増加等を測定する方法がある。その他も現在様々な検査が研究中である。MRIでアミロイドベータを検出する技術が開発されている。バイオマーカーの変化の順序はアミロイドPET、FDG-PETまたはfMRI、CSFタウ、MRI、認知機能障害という順である。

### 鑑別診断
症状は脳の変化に伴って生じるが、必ずしも並行して進行することはない。同様の症状を呈しうるものに、甲状腺機能低下症、高カルシウム血症、ビタミンB12欠乏症、ニコチン酸欠乏症、神経梅毒などがある。嗜銀顆粒性認知症との鑑別は生前は困難である。

## 臨床診断
臨床経過とバイオマーカーで診断される。従来のアルツハイマー型認知症の臨床診断はNINCDS-ADRADA基準に基づいて行われた。Probable ADの診断感度が81%であり、特異度は70%であった。2011年に米国の国立老化研究所（NIA）とアルツハイマー協会 (AA) により新たな認知症とアルツハイマー病の診断基準が提案された。NIA/AA診断基準の特記すべき点は
- preclinical AD
- MCI due to AD
- AD dementia

と3段階の病期分類を行った点が今までの診断基準と大きく異なる点である。

### 新近効果の応用
新近効果やその比率特性は、認知機能変容に関する臨床的な観点からも注目されており、アルツハイマー病患者では、新近効果が健常者とは異なるパターンを示し、その変化が初期段階での診断指標として利用可能であることが報告されている。

## 予防
現在の所、ADの予防に効果を示すという明確な証拠は存在していない。
2013年、東京工科大学応用生物学部の研究グループらにより、アルツハイマー病の予防にチモキノンが有効性を示すことが報告された。同研究グループでは、アルツハイマー病に関係すると考えられている部分の二次元脳回路モデルを作成し、チモキノンとアミロイドベータを同時投与した。その結果、アミロイドベータの単体投与時よりも細胞死を抑制する効果が発見された。また、アミロイドベータの細胞毒性を抑え、シナプスの活動低下を減少させることも発見された。以上のことから、研究グループではチモキノンにアルツハイマー病予防効果があると結論づけた。

## 治療

### 薬物療法
進行を抑えるとする薬が用いられている。アルツハイマー病の治療薬は大きく分けて2種類に分かれる。
コリンエステラーゼ阻害薬 (AChE)
主にマイネルト基底核から投射される脳内の神経伝達物質であるアセチルコリンの活性がアルツハイマー型認知症では低下していることが分かっている。そのため、その分解を促進するコリンエステラーゼを阻害するコリンエステラーゼ阻害薬が各国で承認を受け治療に使用されている。投与しても最初の6か月間にて状態が安定・改善しない患者については、投与を続けても利益を得られる可能性は低い。現在日本では以下の3種類の薬剤が利用できる。
- ドネペジル（アリセプト）
軽から中程度のADに用いられる[91]。用量は1日あたり3-10mg（海外では23mg/日の用法もある）である。コリンエステラーゼ阻害薬に共通して最も多い副作用である消化管症状（吐き気・嘔吐・下痢）のため3mgから開始することが推奨されている。その他よく見られる副作用としては徐脈などが見られる。ドネペジルの効果についてはMMSEで1-2点程度であり劇的な改善が認められないものの、使用開始時に効果がなかった患者でも12ヶ月後に認知機能の低下が抑えられたとする報告があり、一定期間進行を遅らせることができると考えられている[92]。
2018年のシステマティックレビューでは、中等度の証拠の質で、30研究計8257人から、軽症、中等症、重症のADで12-24週のドネペジルの治療によって認知機能や日常の活動に、小さな恩恵があった[93]。
- ガランタミン（レミニール）
- リバスチグミン（リバスタッチパッチ、イクセロンパッチ）
貼り薬。分子量が小さいため経皮吸収が可能なため、比較的消化管への副作用が少ない。アセチルコリンエステラーゼだけでなくブチリルコリンエステラーゼも阻害する。
2015年のシステマティックレビューでは、13研究から、軽症から中等症のADに対し、パッチのほうが内服より副作用は少ない可能性があるが効果は同じで、認知機能や日常生活の活動への効果は小さく、臨床的な意義はなかった[94]。

NMDA阻害薬
- メマンチン（メマリー）
重度AD、もしくは中程度ADで他のAChEに耐えられないか禁忌のある場合の選択肢として推奨される[91]。現在のところ軽症のアルツハイマー病に対して適応が通っていないものの、海外の研究でドネペジルとメマンチンを併用した群では自宅からナーシングホームへの入所率がドネペジル単独使用または薬剤非使用群に対し有意に低下することが分かっている[92]。メマンチンで最も多い副作用はめまいである。
症状の進行を抑制することが目的であり、アルツハイマー型認知症の病態そのものの進行を抑制する成績は得られていない[95]。
2019年のシステマティックレビューでは44研究計1万人のデータが得られ、中等症から重症のADでは小さな臨床的な恩恵があり、軽症では効果はなかった[96]。

2018年の35研究からのメタアナリシスでは、認知機能に対して効果が高い順に、メマンチン、ガランタミン、フペルジンA、リバスチグミン、タクリン、ドネペジルとなった。

### 治療薬
アミロイドβの蓄積を抑制することで根本的な治療の研究が続けられており、2023年時点で2種類の治療薬がアメリカ食品医薬品局から承認されている。
- アデュカヌマブ - アミロイドβを標的としたモノクローナル抗体により蓄積を抑制する。根本的な治療薬としては2021年に初めて承認された。
- ドナネマブ - イーライリリー・アンド・カンパニーが開発中の治療薬。FDAより画期的治療薬指定を受けている。
- レカネマブ - エーザイとバイオジェンが共同開発した世界初かつ唯一のアルツハイマー病治療薬として、米国FDAよりフル承認を取得するとともに、日本で認知症の治療薬の製造が許可を得た[98]。
- Aβワクチン - アミロイドβの除去と蓄積の予防するワクチンを投与する。研究段階である[99]。

### 周辺症状
アルツハイマー病の周辺症状 (BPSD) と呼ばれる、不眠、易怒性、幻覚、妄想などの症状に対して、適宜対症的な睡眠薬、抗精神病薬、抗てんかん薬、抗うつ薬などの投与が有効な場合があるが、正しい利用に努め、これらに対し薬物介入を第一選択肢とすべきではない。軽中等度のBPSDであるならば有害事象および死亡リスクが増加するため抗精神病薬を処方してはならない。予防的観点から、記憶力や注力などの認知機能を維持する成分（DHA、イチョウ葉エキス、エルゴチオネインなど）を含んだ機能性表示食品の研究も活発に行われている。また、易怒性、切迫感、焦燥感のあるものには、加味温胆湯が有効であるという報告あったり、妄想、徘徊、暴力などの抑制に抑肝散が効能があることが報告されている。

### 心理社会的介入
散歩などによる昼夜リズムの改善（光療法）、なじみのある写真や記念品をそばに置き安心感を与える回想法や、昔のテレビ番組を見るテレビ回想法など、薬物以外の介入が不眠や不安などに有効な場合もある。介護保険やデイケアなど社会資源の利用も有用である。

### 臨床研究
様々な治療法が臨床研究にて検証されている。イチョウ葉エキスが改善という研究結果も出ている。

#### ガンマ波引き込み
脳波には引き込み（entrainment）と呼ばれる、周期刺激による活性化現象が存在する。ADモデルマウスを用いた実験から、ガンマ波引き込みによるアルツハイマー型認知症の治療効果が発見された。AD患者における脳波減弱は広く知られていたが、これらの研究によりガンマ波を増強することでAβ蓄積の抑制、ミクログリアの活性化、脳萎縮/脳室拡大の抑制、記憶改善が起きることが明らかになった。
ガンマ波引き込みは感覚刺激によっても誘起される。感覚刺激を用いたガンマ波引き込みはGENUS（Gamma ENtrainment Using Sensory stimuli）と呼称される。例えば光の点滅（フリッカー）はGENUSとして利用でき、認知症改善効果を持つ。視覚・聴覚の同時刺激による治療法が臨床試験で検証されており、2021年現在、第I相が完了、第II相が進行中である。

## 社会的支援
認知症症状により日常生活に支障をきたしている場合には、精神障がい者保健福祉手帳が申請できる。認知症の進行により歩行障害やパーキンソニズムなどの神経症状がみられる場合には身体障がい者手帳も取得できる。
また、通院治療の医療費の自己負担が1割に軽減される自立支援医療制度が利用可能である。生活や仕事ができない状態にあれば、障害年金を受け取れる場合もある。

## トピックス

### 特発性正常圧水頭症の合併
特発性正常圧水頭症の多くは神経変性疾患を合併しており真の特発性正常圧水頭症は極めて稀と考えられている。神経変性疾患を背景とした水頭症はneurodegenerative NPHと呼ばれることがある。neurodegenerative NPHの例としてはアルツハイマー病やパーキンソン病や進行性核上性麻痺と特発性正常圧水頭症の合併がしばしば報告されている。アルツハイマー病と特発性正常圧水頭症の合併例でシャント術の効果が限定的で症状の改善が一時的になることからその他の神経変性疾患の合併がある場合も同様と考えられている。生前に特発性正常圧水頭症と診断されシャント術を施行したが最終的な病理診断がアルツハイマー病の報告例もある。特発性正常圧水頭症に特徴的なDESH所見をみとめ、シャント術が有効であった例の多くはアルツハイマー病を示す髄液所見を示していたという報告がある。

### アルツハイマー病と神経炎症
神経炎症は神経変性疾患に共通する特徴である。かつては神経炎症は神経変性に対する反応とみなされていたが、疾患の引き金になったり重要な役割を担うと考えられるようになった。特にミクログリアは治療の標的としても非常に重要である。アルツハイマー病では自然免疫系だけではなく獲得免疫系も病態に関わっている。

## アルツハイマーを扱った作品

### ウェブコンテンツ
- e-movie「バアちゃんの世界」（認知症 病院紹介―笑顔とこころでつながる医療 リバスタッチ.jp 小野薬品工業）

### 小説
- 恍惚の人
- 介護入門 - モブ・ノリオ著。第131回芥川賞受賞作。
- 半落ち - 主人公の妻がアルツハイマー病

### 映画
- 花いちもんめ - 千秋実主演。
- 明日の記憶 - 2004年刊の荻原浩の小説を原作とした、2006年の日本映画。渡辺謙が原作を読み感銘を受け、作者に直接連絡を取って映画化を自ら企画した事でも知られる。有能ながらもある日突然、若年性アルツハイマー認知症を発症するサラリーマンを渡辺が主演した。
- 私の頭の中の消しゴム
- 八重子のハミング
- アリスのままで - 主人公の女性言語学者がアルツハイマー病で苦悩する姿を描く。
- 蝶の眠り
- テイキング・オブ・デボラ・ローガン
- 父と僕の終わらない歌

### テレビドラマ
- 老いたる父と - 千秋実主演。
- あの海を忘れない
- Pure Soul〜君が僕を忘れても〜
- 任侠ヘルパー
- ビューティフルレイン
- 純と愛
- 大恋愛〜僕を忘れる君と
- 記憶～愛する人へ～

### 漫画
- 天 天和通りの快男児 - 福本伸行作。